# Xian de Baiyü
Le xian de Baiyü (tibétain : དཔལ་ཡུལ།, Wylie : dpal yul, pinyin tibétain : Baiyü, THL : Palyul, translittération en chinois simplifié : 白玉县 ; pinyin : báiyù xiàn) est un district administratif de la province du Sichuan en Chine. Il est placé sous la juridiction de la préfecture autonome tibétaine de Garzê.

## Histoire
Le 19 août 1918, par le traité de Rongbatsa, le représentant chinois (Liu Tsan-ting), tibétain (Champa Tendar) et britannique (Eric Teichman) entérinent les conquétes des armées tibétaines. Le Yangtzé est reconnu comme frontière. De plus le Tibet se voit reconnaitre deux enclaves sur la rive gauche du fleuve Dergué et Baiyü.

## Démographie
La population du district était de 41 156 habitants en 1999.